# Zakkum
Zakkum ist eine türkische Rockband aus Ankara.

## Geschichte
Die Band wurde im Jahr 1998 in Ankara unter dem Namen Raindog gegründet. Sie machte im Laufe ihrer Musiklaufbahn mit erfolgreichen Songs wie Anason oder Gökyüzünde auf sich aufmerksam.
Der Hit Ben Ne Yangınlar Gördüm wurde nach seiner Veröffentlichung einige Jahre später von der Sängerin Ebru Yaşar erfolgreich gecovert.
Des Weiteren hat die Band Zakkum mit bekannten türkischen (Rock-)Musikern zusammengearbeitet, unter anderem Teoman, Nilüfer, Hayko Cepkin oder Seyyal Taner.

## Diskografie

### Alben
- 2007: Zehr-i Zakkum
- 2011: 13
- 2013: Hergün Sonbahar
- 2016: Bir Gece Yarası
- 2020: Duble, Vol. 1
- 2020: Duble, Vol. 2

### Livealben
- 2022: İzlerin Soğumuş Bende (Akustik Seri 2)
- 2022: İlkbahardım Hiç Üşümezdim (Akustik Seri 3)

### EPs
- 2012: Ben Böyle Değildim

### Singles
| - 2007: Ah Çikolata - 2007: Zehr-i Zakkum (mit Teoman) - 2008: Ahtapotlar - 2008: Hipokondriyak - 2008: Anlıyorsun - 2011: Anason - 2011: Yüzük - 2012: Ben Böyle Değildim - 2012: Ahtapotlar (Akustik) - 2013: Agora Meyhanesi (mit Nilüfer) - 2013: Aldanma Çocuksu Mahsun Yüzüne - 2013: Teslim Ol - 2013: Hergün Sonbahar - 2013: Kiminiz - 2014: Ben Ne Yangınlar Gördüm - 2014: Gidiyorum Yolcu Et - 2014: Gökyüzünde - 2015: Acıta Acıta - 2016: Dile Kolay Kalbe Değil - 2016: Al Gece Yarılarımı Benden - 2017: Sen Hala Benimlesin | - 2017: İkimizde Yorgunuz - 2017: Uçuyorum - 2018: Hatıran Yeter - 2019: Müsaade Senin (mit Ceylan Köse) - 2019: Bilemedim (2019 Remaster) - 2019: Güneşimi Kaybettim - 2020: Gülü Susuz - 2020: Elveda - 2020: Hüzzam - 2021: Kalbin Delikti - 2021: Elbet Bir Gün - 2021: Birlikte Buruşsun Ellerimiz - 2021: Bütün Şarkılar Biter - 2022: Seni Rastgele Sevmedim - 2023: Vurulurum - 2023: Senin Şarkın - 2023: Arsenik (mit Kasap) - 2024: Çekil Git Manzaramdan - 2024: Dağ Başını Duman Almış - 2025: Gel O Eski Yere - 2025: Mıh Gibi |

Quelle:

## Auszeichnungen
- 2015: Kral Türkiye Müzik Award in der Kategorie Beste Musikgruppe